# Grange (Iowa)
Pour les articles homonymes, voir Grange (homonymie).
Grange est une ville fantôme, du comté de Woodbury en Iowa, aux États-Unis.
Les bureaux de la poste sont en service de 1877 à 1878.

## Source de la traduction
- (en) Cet article est partiellement ou en totalité issu de l’article de Wikipédia en anglais intitulé « Grange, Iowa » (voir la liste des auteurs).